# Calephelis yautepequensis
Calephelis yautepequensis is een vlindersoort uit de familie van de prachtvlinders (Riodinidae), onderfamilie Riodininae.
Calephelis yautepequensis werd in 1977 beschreven door Maza, R & Turrent.